# Federación de Comunidades Judías de Rusia
La Federación de Comunidades Judías de Rusia es una organización religiosa rusa. La Federación de Comunidades Judías de Rusia (FCJR) (en ruso: Федерация Еврейских Общин России) (ФЕОР) es una organización religiosa rusa, que unifica a las comunidades del judaísmo ortodoxo en su mayoría pertenecientes al movimiento del judaísmo jasídico de la dinastía jasídica Jabad Lubavitch. La federación fue registrada en el Ministerio de Justicia de Rusia en 1999.

## Historia
El 13 de junio del año 2000, 25 rabinos de la Federación rusa, eligieron al Rabino Berel Lazar, como el líder del grupo y el rabino mayor de Rusia, profundizando en un conflicto con los principales grupos de judíos ortodoxos y con los judíos reformistas de Rusia, que seguían reconociendo a Adolf Shayevich como el rabino principal. Shayevich acusó al Kremlin de inmiscuirse en los asuntos judíos internos, y de favorecer a la Federación, sobre el Congreso Judío Ruso, financiado por Vladimir Gusinsky, como grupo coordinador de los judíos de Rusia. El judío Gusinsky, fue arrestado a principios de mes y fue visto como un rival potencial por parte del Kremlin. El Gran Rabino de Moscú, Pinchas Goldschmidt, declaró que su comunidad no reconocería la elección de Lazar. Mijail Chlenov, jefe de la organización coordinadora "Vaad", declaró que la elección del rabino Lazar significó que fue elegido como el rabino de Jabad en Rusia. La federación afirma representar a la mayoría de los judíos religiosos de Rusia. El grupo mantiene un departamento de defensa legal contra el antisemitismo. En 2007, la federación estaba activa en 200 comunidades, en 178 ciudades, y contaba con rabinos en 42 comunidades. El grupo mantenía escuelas dominicales en 73 ciudades rusas y tenía 41 sinagogas y diversas instalaciones repartidas por todo el país de Rusia.